# Phisis peregrina
Phisis peregrina är en insektsart som beskrevs av Heinrich Hugo Karny 1926. Phisis peregrina ingår i släktet Phisis och familjen vårtbitare. Inga underarter finns listade i Catalogue of Life.